# 歐元符號

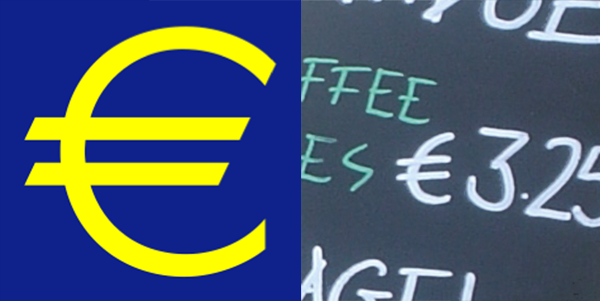
歐元符號的標誌型態與手寫型態。

歐元符號是歐元的貨幣符號，發表於1996年12月12日。這一符號由一個四人的專家小組設計，係由希臘字母ε、象徵歐洲（Europe）的E和代表穩定的平行線組合而成。歐元符號的使用並無統一標準。在歐元區國家中，既有將歐元符號置於數字之前的國家，也有置於數字之後的國家。